# Деминовка
Деминовка (укр. Деминівка) — село, входит в Фастовский район Киевской области Украины.
Население по переписи 2001 года составляло 113 человек. Почтовый индекс — 08514. Телефонный код — 4565. Занимает площадь 1,01 км². Код КОАТУУ — 3224982403.

## Местный совет
08514, Київська обл., Фастівський р-н, с.Дідівщина, пл.Леніна,1